# Piedras de Ica
Las piedras de Ica son una colección de piedras del tipo andesita provenientes del Perú y que han sido consideradas como oopart, si bien se ha demostrado tratarse de un fraude. Se caracterizan por estar grabadas con supuestos antiguos dibujos de dinosaurios y artefactos tecnológicos avanzados.

## Descripción
Las piedras están formadas por andesita del Mesozoico. Varían en tamaño desde 3x2.5x1.5 cm hasta 40 cm. Como resultado de la erosión, han desarrollado una fina pátina, la cual consiste en una capa de corrosión donde las inclemencias han transformado el feldespato en arcilla, originando un material más blando, categorizado en una dureza 3 o 4 en la escala de dureza mineral de Mohs, que puede ser rayado. Están grabadas superficialmente con una variedad de imágenes, algunas directamente incisas, otras por medio de rebajar el fondo, manteniendo la imagen en relieve. Los diseños varían desde esgrafiados simples en un lado del guijarro, hasta dibujos de gran complejidad. Algunos corresponden a estilos prehispánicos similares a los de las culturas Paracas, Nazca, Tiwanaku, Ica o Inca.
Si bien ciertas imágenes representan flores, peces y otros animales, muchas muestran escenas anacrónicascomo dinosaurios, operaciones médicas avanzadas y mapas.

## Antecedentes
Las culturas andinas prehispánicas se remontan a miles de años. Los desarrollos regionales más antiguos se unificaron, posteriormente, en entidades culturales, y tal vez políticas, que abarcaron casi todo el ámbito de los Andes Centrales, para dividirse una vez más y culminar, hacia el siglo XV, en el Tahuantinsuyo, conocido también como imperio incaico, cuyo dominio fue seguido por la conquista española. Sin embargo, a lo largo de su historia, el valle de Ica, una región habitable separada de otras por el desierto, desarrolló una cultura distintiva propia.
En 1613, el cronista indígena Juan de Santa Cruz Pachacuti consignó en su: «Relación de las antigüedades deste Reyno del Piru» la existencia de piedras grabadas ("mancos") cerca de Ica, que databan de los tiempos del inca Pachacútec.
Desde finales del siglo XIX y principios del siglo XX, se sucedieron excavaciones en la provincia de Ica, conducidas por eruditos como Max Uhle, Julio C. Tello, Alfred L. Kroeber, William Duncan Strong y John Howland Rowe. Ninguno de ellos informó sobre el descubrimiento de piedras andesitas grabadas. No obstante, desde esa época, los «huaqueros», saqueadores de santuarios y tumbas, comenzaron vender piedras grabadas a los turistas y coleccionistas aficionados. En 1961, el desbordamiento del río Ica reveló numerosos restos arqueológicos, entre ellos cerámicas, fósiles y, según algunos testimonios, piedras grabadas.

## Hallazgos

### Yacimiento
Las piedras grabadas supuestamente aparecieron en el Desierto de Ocucaje (Departamento de Ica), en los cerros que actualmente se conocen como La Peña, Blanco, Norte y Callango —próximos o incluidos en el cementerio paleontológico de Ocucaje—; dichos cerros albergan fósiles, conchas marinas y algunas supuestas tumbas incas. Este enclave a 35 km al sur de Ica, de unos 90 km² de extensión, posee fósiles con una antigüedad de entre 65,5 y 1,8 millones de años, principalmente de fauna marina que habitó una bahía de poca profundidad, que se convirtió en desierto hace aproximadamente 25 millones de años. En 2003 un proyecto de ley instaba a declarar de interés nacional las zonas paleontológicas de Ocucaje, que incluyen restos fósiles de megalodón, cocodrilos, aves, peces, tortugas, odontocetos, focas, delfines, ballenas, caballos, cérvidos, mastodontes o perezosos gigantes.

### Piedras grabadas halladas en contexto
Santiago Agurto Calvo (1921-2010), arquitecto de profesión, rector de la Universidad Nacional de Ingeniería en Lima, y organizó prospecciones en cementerios antiguos durante esa década; en agosto de 1966 encontró una piedra en el sector Toma Luz, distrito de Callango, en el Valle de Ica, cuyo contexto arqueológico correspondía a la cultura tiahuanaco. Agurto informó de su descubrimiento al Museo Regional de Ica, y fue acompañado en sucesivas expediciones por su curador, el arqueólogo Alejandro Pezzia Assereto (1917-2005). En septiembre de 1966, en el cementerio de la colina Uhle (sector de la Banda, Viña Ocucaje, distrito de Ocucaje), encontraron, por vez primera, una piedra grabada procedente de manera categórica de la cultura Paracas; la misma era bastante plana e irregular en su forma, de un tamaño aproximado de 7 x 6 x 2 cm. En ella se había tallado un diseño que podía ser abstracto, o bien la representación de una flor de ocho pétalos. Agurto publicó su descubrimiento en un periódico de Lima. El licenciado Pezzia continuó su investigación y, en el cementerio San Evaristo del mencionado sector Toma Luz, encontró una piedra tallada de tamaño similar a la anterior, con la imagen realista de un pez; el contexto era el Horizonte Medio (600-1000 d. C.). En una tumba no muy lejos del mismo cementerio, encontró una piedra con un diseño similar a una llama, en un contexto típico de la cultura de Ica. En 1968, Pezzia publicó sus hallazgos, incluyendo ilustraciones y descripciones.

## Las piedras grabadas de Cabrera

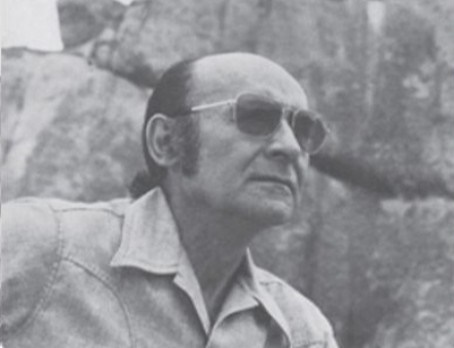
Dr. Javier Cabrera Darquea.

En la década de 1950, Carlos y Pablo Soldi, dos coleccionistas de objetos arqueológicos, reunieron cierta cantidad de piedras grabadas procedentes, como se ha dicho, del saqueo de tumbas por parte de los «huaqueros»; estas, no obstante, no presentaban esgrafiados que llamaran particularmente la atención. Fue el doctor en medicina Javier Cabrera Darquea (1924-2001) quien dio a conocer las piedras y las relacionó con tiempos prehistóricos remotos, dando origen a la idea de que se trataba de objetos ajenos a su tiempo. Según su testimonio, en 1966 recibió como regalo de cumpleaños, de manos de su amigo Félix Llosa Romero, una extraña piedra grabada. Posteriormente, Cabrera declaró haber identificado el grabado como un dibujo de un pez extinto hace millones de años. Ante el interés del médico, los Soldi le vendieron 341 piedras similares de su colección. Tiempo después, Cabrera dijo haber encontrado en seguida otro proveedor de restos, Basilio Uchuya Mendoza (1935-2003), del cual, y de otros excavadores desconocidos, obtuvo más de quince mil piedras grabadas (en altor y bajorrelieve) durante treinta y cinco años.

## Las piedras

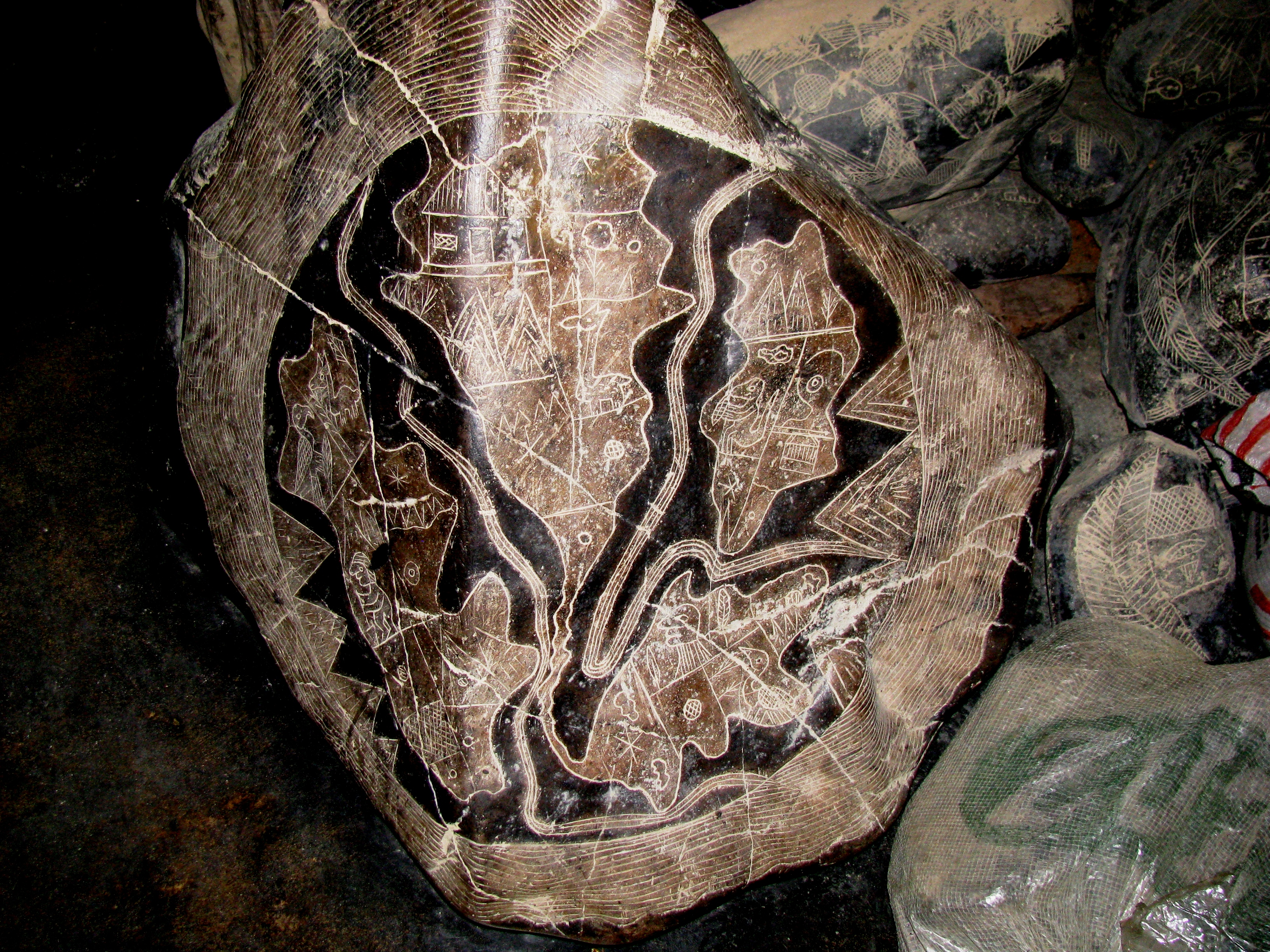
Supuesto mapa del hemisferio oriental de la Tierra en eras remotas.

Las piedras, llamadas «gliptolitos» por Cabrera, contenían representaciones variadas, con similitudes estilísticas análogas a las prehispánicas, pero representando animales extintos, notablemente dinosaurios, diseños que sugerían el uso de tecnología avanzada, representaciones de cirugías, mapas detallados de la Tierra e incluso escenas pornográficas. Algunas representaciones no son del todo claras, pero demostrarían, según Cabrera, la existencia de una civilización antiquísima, y tecnológica. Al respecto, el médico declaró que las piedras habían sido grabadas por una especie humana que denominó: «Hombre del Gliptolítico», a la cual atribuyó un origen extraterrestre.
En efecto, según Cabrera, esta raza alienígena habría llegado a la Tierra durante el período Jurásico, época de los dinosaurios, y fue la responsable de la creación del Homo Sapiens por medio de ingeniería genética. En un tiempo posterior, aseguraba Cabrera, estos seres abandonaron nuestro planeta ante una inminente catástrofe global.

## Datación

### Análisis científicos
Los primeros análisis petrográficos para datar las rocas tuvieron lugar entre 1967 y 1969; realizados por la Universidad de Ingeniería de Lima, la Universidad de Bonn en Alemania y la compañía minera Hochschild determinaron que las mismas eran dioritas del Pleistoceno, con una antigüedad de no más de dos millones de años. En 2003, el laboratorio de datación y radioquímica de la Universidad Autónoma de Madrid llevó a cabo una datación absoluta por termoluminiscencia de carbonatos de deposición pertenecientes al yacimiento «Cerro La Peña» en Ocucaje, Departamento de Ica, Perú, publicado por Félix Arenas Mariscal junto a María del Carmen Olázar en 2007, proporcionó una datación muy amplia de 100.000 y 60.000 años BP para algunas piedras grabadas recubiertas por caliche. Sin embargo, en marzo del mismo año, el Instituto de Química-Física Rocasolano del CSIC dató por carbono 14 un textil, asociado a una piedra encontrada en Cerro Blanco (La Peña), fechándolo entre el siglo VI y VII de nuestra era.

### Interpretaciones
Cabrera como otros investigadores asociados a los fenómenos paranormales, sostienen que, idenpendientemente de la datación de las piedras, es imposible determinar cuando fueron grabadas, pero aseguran que los dibujos: «no son recientes». Otras publicaciones, ninguna de ellas académicas, sostienen que el estudio de la Universidad Autónoma de Madrid, muestra que una de las piedras, datada en sesenta mil años BP, presenta un grabado que representa una operación quirúrgica con intubación. En programas sensacionalistas se dijo que estos investigadores y el geólogo Vicente París admitieron estar sorprendido por estos hallazgos, información que desmintieron los aludidos.
Las piedras fueron mencionadas en libros publicados a partir de la década de 1970 como prueba de visitas extreterrestres o de la existencia de una civilización avanzada durante la prehistoria. Uno de los primeros en hacerlo fue Robert Charroux en: «L'Enigme des Andes», publicado en 1974, al cual siguió el español Juan José Benítez con su libro: «Existió otra Humanidad», basado en las ideas de Cabrera. Este mismo, en 1976, publicó: «El mensaje de las piedras grabadas de Ica», donde exponía su ya mencionada interpretación de las piedras. También el escritor sensacionalista Erich von Daniken abordó el tema en algunas de sus obras.

### Fraude

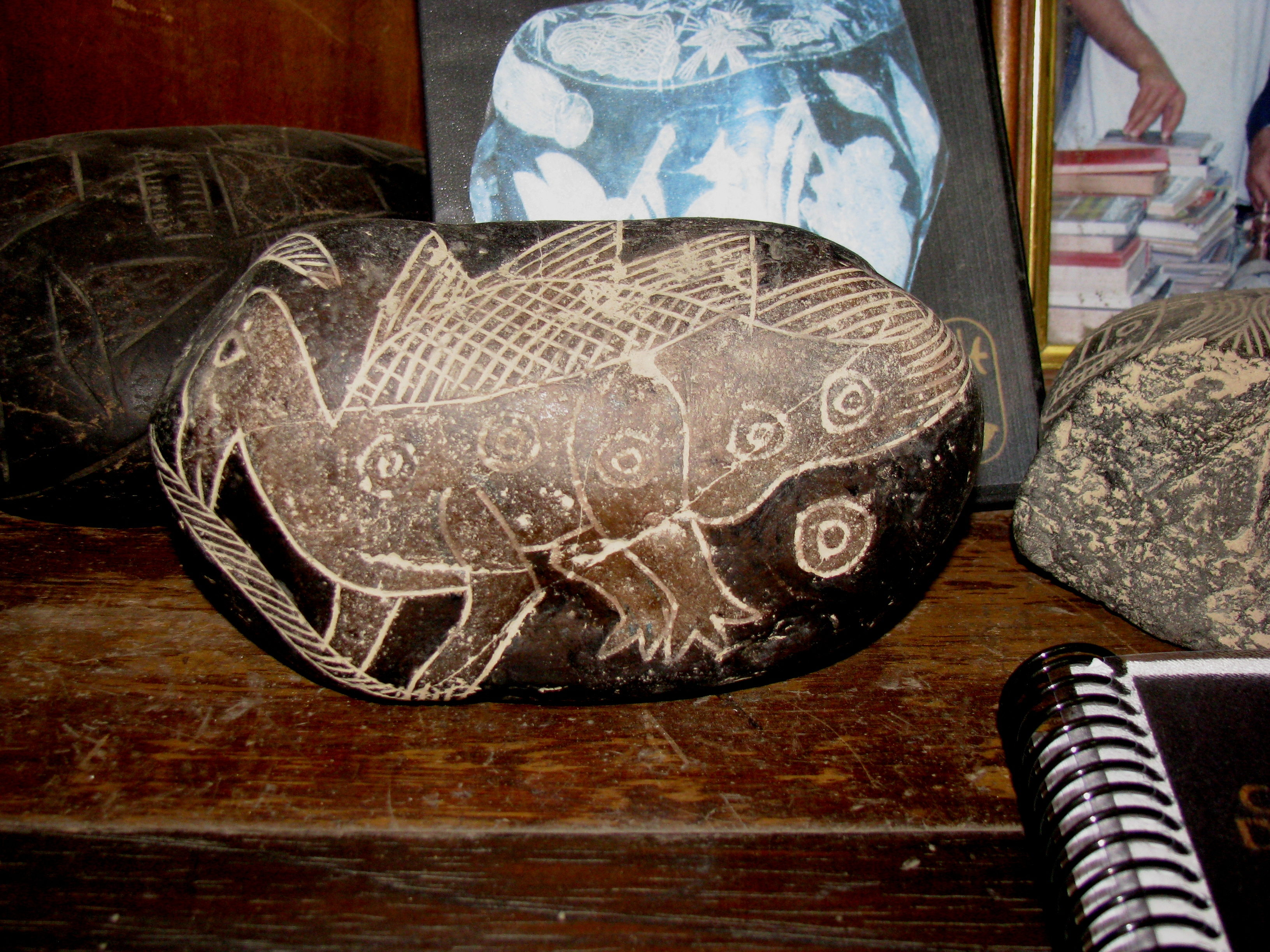
Estegosaurio

El proveedor de las piedras, Basilio Uchuya, fue arrestado a finales de la década de 1970 por la venta de hallazgos arqueológicos; el acusado se defendió alegando que eran falsificaciones, realizadas a pedido de, entre otros, Erich von Däniken en 1973. Por la misma época, en sendos documentales de la BBC: «Pathway to the Gods» y «The Case of the Ancient Astronauts» se realizaron entrevistas al mismo Uchuya, quien fabricó una «piedra de Ica» con el taladro de un dentista, a la cual añadió la capa exterior cociendo la piedra en un horno con estiércol de vaca.
El investigador español Vicente París, tras cuatro años de investigaciones, demostró en 1998 que las piedras son un fraude. Entre la evidencia física se presentaron microfotografías de las piedras que muestran restos de pinturas actuales, así como el uso de papel de lija. Un estudio detallado de la iconografía de las piedras muestra, además, serios errores en las representaciones; por ejemplo la mezcla de especies de dinosaurios de diferentes periodos geológicos y de distintos sitios, junto con incongruencias anatómicas y fisiológicas. 

### Libros
- Barrientos, Jaime (2018). Ooparts: Objetos fuera de tiempo y lugar. Córdoba: Editorial Almuzara. ISBN 978-84-96632-88-2.
- Benítez, Juan José (2003). Existió otra humanidad. Barcelona: Planeta. ISBN 9788408076568.
- Cabrera Darquea, Javier (1976). El mensaje de las piedras grabadas de Ica. Lima: Inti-Sol Editores. ISBN 9786124639203.
- Caravaca, José Antonio (2020). Ica. La increíble historia de un pasado que nunca existió. Madrid: Editorial Guante Blanco. ISBN 978-84-18151-14-9.
- Carrol, Robert Todd (2003). The Skeptic's Dictionary: A Collection of Strange Beliefs, Amusing Deceptions, and Dangerous Delusions (Traductor:El Diccionario del Escéptico: Una Colección de Creencias Extrañas, Engaños Divertidos y Delirios Peligrosos. Nueva York: John Wiley & Sons Editions. ISBN 9781118045633.
- Charroux, Robert (1976). El enigma de los Andes. Barcelona: Plaza & Janés. ISBN 9788401310898.
- Charroux, Robert (1977). Archivos de Otros Mundos. Barcelona: Plaza & Janés. ISBN 978-8401472053.
- Feder, Kenneth Lewis (2010). Encyclopedia of Dubious Archaeology: From Atlantis To The Walam Olum (Traducción: Enciclopedia de Arqueología Dudosa: de la Atlántida al Walam Olum). Greenwood: Greenwood Publishing Group. ISBN 978-0-313-37919-2.
- Kolosimo, Peter (1972). Tierra sin tiempo. Barcelona: Plaza & Janés. ISBN 9789895194308.
- Kruparz, Heinrich (2017). ICA: Zeugnis einer früheren Menschheit in Stein (Traducción: ICA: Testimonio de una humanidad anterior en piedra). Dresde: Weishaupt Verlag. ISBN 978-3705903982.
- Lanning, Edward Philipp (1968). Peru Before the Incas (Traducción: Perú Antes de los Incas). Londres: Prentice-Hall Editions.
- Longato, Renato (1993). Dioses del Pasado: Enigmas de la Arquitectura Inca. Lima: Impresos Gráficos & Continuos. ISBN 978-1502471253.
- Mallorqui, César (2005). La piedra Inca: Las Asombrosas Memorias de Jaime Mercader. Valencia: Edebe. ISBN 978-8423673377.
- Mititieri, Kim (2013). ¿Falsas o Verdaderas ? 22 Años Tras las Piedras Grabadas de Ica. Sevilla: Punto Rojo Libros Ediciones. ISBN 978-8492488285.
- Olázar Benguría, María del Carmen (2007). La verdad sobre las piedras de Ica. Málaga: Editorial Sirio. ISBN 9788478085668.
- Petratu Cornelia, Rodinger Bernard (1994). Die Steine von Ica: Protokoll Einer Anderen Menschheit (Traducción: Las piedras de Ica: Protocolo de otra humanidad). Berlin: Editorial Bettendorf. ISBN 978-3884980613.
- Pezzia Assereto, Alejandro (1968). Ica y el Perú Precolombino: Arqueología de la Provincia de Ica. Ojeda: Empresa Editora Liberia.
- Swift, Dennis (2006). Secrets of the Ica Stones and Nazca Lines. Proofs that Dinosaurs and Man Lived Together (Traducción: Secretos de las Piedras de Ica y las líneas de Nazca: Pruebas de que los dinosaurios y el hombre vivían juntos). Portland: Creation Sciense  Ministeries Of Oregon press.
- Spaggiari, Ruben A. (2016). El Nuevo Mensaje de las Piedras de Ica. Bahía Blanca: Editorial FPS.

- Varios Autores (2009). Traducción Telepática de las Piedras de Ica y la Geometría de Nazca. Lima: Editorial Alfa & Omega.